# 许家窑人
许家窑人，最初在1973年被发现于山西省阳高县许家窑村和河北省阳原县侯家窑村之间的许家窑—侯家窑遗址，距今约10.4万年到12.5万年。属直立人向早期智人过渡的类型。体制特征有的像北京人，有的则像欧洲的尼安德特人。化石材料表明许家窑人的头骨骨壁较厚，顶骨内面较复杂，颅顶较高，头骨最宽大的部分比较靠上，吻部不太突出，下颌枝低而宽，牙齿粗大，齿冠结构比较复杂，其纹饰和北京人的牙齿相近。许家窑人发现弥补了从“北京人”到“峙峪人”之间的空白。许家窑人文化以石制品和骨角器为代表，石制品类有1.4万余件，其中有刮削器、尖状器、雕刻器、石钻、砍斫器、石球等。仅石球就发现1079个这是非常少见的。其他石器均形小精细，是北京人文化和峙峪人文化之间重要过渡环节。迄今为止获得人类化石共有17件，包括顶骨11块，其中两块是较完整的左、右侧顶骨，枕骨2块，小孩左上颌一件，右侧下颌枝一块，牙齿两枚。另外还有丰富的哺乳动物化石。动物化石主要有普氏野马、披毛犀、普氏原羚、鹅喉羚、野猪、狼、虎等20余种。